# Robert Gates
Pour les articles homonymes, voir Gates.
Robert Michael Gates, né le 25 septembre 1943 à Wichita (Kansas), est un historien et homme politique américain membre du Parti républicain.
Entre 1989 et 1991, il est conseiller adjoint au Conseil national de sécurité durant la présidence de George H. W. Bush, puis est directeur de la Central Intelligence Agency entre 1991 et 1993. Secrétaire à la Défense entre 2006 et 2009 dans l'administration du président George W. Bush, il est maintenu à son poste entre 2009 et 2011 par son successeur Barack Obama dans son administration.

## Biographie

### Origines et études
Natif de Wichita au Kansas, Gates est membre des Boy Scouts of America. Après le lycée de Wichita East d'où il sort diplômé avec mention en 1961, il continue des études supérieures grâce à une bourse scolaire au prestigieux Collège de William et Mary. Il y est notamment président de la fraternité Alpha Phi Omega et membre des jeunes républicains. Diplômé en 1965 d'un B.A. en histoire européenne, il poursuit ses études à l'université de l'Indiana à Bloomington d'où il est diplômé en 1966 d'un master en histoire.
En 1974, il termine son cursus universitaire par un doctorat d'histoire de la Russie et de l'Union soviétique, acquise à l'université de Georgetown.
Historien, il est également à titre honorifique, docteur en lettre du College of William and Mary (1998).

### Carrière à la CIA (1966-1993)
Parallèlement à ses études, Robert Gates fait son entrée à la CIA en 1966 en tant qu'analyste de renseignements.
Après avoir franchi graduellement tous les paliers de la hiérarchie, Ronald Reagan le propose en 1987 pour diriger la direction de la principale agence de renseignements américaine, mais il est contraint de retirer sa candidature en raison de questions quant au rôle attribué à Robert Gates et à la CIA dans le scandale de l'Irangate portant sur les ventes secrètes d'armes à l'Iran pour financer la guérilla des Contras au Nicaragua.

#### Scandale Iran-Contra
De par son statut élevé dans la hiérarchie de la CIA, Robert Gates était proche de plusieurs personnalités ayant eu un rôle important dans le scandale Iran-Contra et était en position de connaître leurs activités. Les preuves fournies par le Conseil indépendant (Independent Counsel) n'ont pas permis de confirmer les accusations portées contre Gates pour son rôle dans le scandale Iran-Contra, ou pour ses réponses aux enquêtes officielles.
Il est très tôt le sujet d'une enquête du Conseil indépendant. Elle reçoit une nouvelle impulsion en mai 1991, lorsque le président George H. W. Bush le propose pour prendre la direction de la CIA.
Le président et le vice-président du comité de sélection du Sénat pour le renseignement demandent par écrit au Conseil indépendant, le 15 mai 1991, toute information qui pourrait « influer de manière significative sur le choix » de Robert Gates pour le poste à la CIA.
Il a témoigné de manière constante qu'il a entendu parler pour la première fois, le 1er octobre 1986, de la bouche de Charles E. Allen (en), l'officier des renseignements le plus proche de l'initiative iranienne, que le revenu des ventes d'armes à l'Iran avait peut-être été détourné pour soutenir les Contras. D'autres preuves démontrent, cependant, que Robert Gates avait reçu un rapport sur les détournements, pendant l'été 1986, de la part du DDI Richard James Kerr (en). Le sujet est alors de savoir si le Conseil indépendant pouvait prouver au-delà du doute raisonnable que Robert Gates avait menti délibérément lorsqu'il avait prétendu ne se souvenir d'aucune référence au détournement avant sa rencontre avec Charles Allen en octobre.
Les règles du secret du grans jury ont entravé la réponse du Conseil indépendant. Cependant, afin de pouvoir répondre à des questions sur des témoignages précédents de Robert Gates, le Conseil indépendant a accéléré son enquête pendant l'été 1991. L'enquête est close le 3 septembre 1991, et le Conseil indépendant affirme alors que les activités de Robert Gates dans l'affaire Iran-Contra et ses témoignages ne justifiaient pas de poursuites.
Le Conseil indépendant a fait dépendre sa décision d'éléments qui auraient pu justifier une réouverture de l'enquête, notamment le témoignage de Clair E. George, l'ancien directeur adjoint aux opérations. Lorsque le Conseil indépendant a décidé la clôture de l'enquête, il était toujours possible que Clair George fournisse des informations poussant à reconsidérer le rôle de Gates. Clair George refuse de coopérer avec le Conseil et est mis en examen le 19 septembre 1991. Il a cité Robert Gates comme témoin de la défense lors de son premier procès à l'été 1992, mais Gates ne fut jamais appelé.

#### Conseiller adjoint au Conseil national de sécurité (1989-1991)
De 1989 à 1991, il est conseiller adjoint du président George H. W. Bush au sein du Conseil national de sécurité, où il travaille avec Condoleezza Rice.

#### Directeur de la CIA (1991-1993)

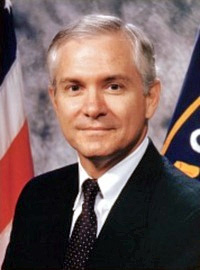
Robert Gates, directeur de la CIA.

En novembre 1991, lors de son audition devant les sénateurs pour valider sa nomination au poste de directeur de la CIA, Robert Gates reconnaît avoir fait des erreurs dans l'affaire Iran-Contra. Il est aussi accusé d'avoir faussé des informations émanant des renseignements pour favoriser la politique anti-soviétique de Ronald Reagan dans les années 1980.
Sa nomination est cependant confirmée par le Sénat par 64 voix contre 31. Il dirige l'agence jusqu'à la fin du mandat de George Bush en janvier 1993.

### Carrière professionnelle post-CIA (1993-2006)
De 1999 à 2001, il est doyen par intérim de l'École d'administration George Bush (George Bush School of Government and Public Service) de l'université A&M du Texas, université dont il devient le président en 2002.
Il a été membre du conseil d'administration d'un certain nombre d'entreprises comme Fidelity Investments, NACCO Industries, Inc., Brinker International, Inc., Parker Drilling Company, Science Applications International Corporation, et VoteHere, une société produisant des machines à voter électroniques.
Membre du CFR depuis, au moins, 1987, il copréside, avec Zbigniew Brzeziński, de janvier à juillet 2004 un groupe d'étude du Council on Foreign Relations portant sur les relations américano-iraniennes. Engager une diplomatie soutenue sur la question du nucléaire iranien fut l'une des recommandations fondamentales du groupe. Il fut proposé de permettre à l'Iran de développer son programme nucléaire à la condition que l'Iran utilise ses moyens nucléaires uniquement dans des buts civils.
En 2006, il participe aux débats sur l'Irak en tant que membre du Groupe d'étude sur l'Irak, présidé par l'ancien secrétaire d'État James Baker et par l'ancien représentant démocrate Lee Hamilton, chargé de formuler des recommandations sur la politique à mener dans ce pays.

### Carrière politique

#### Secrétaire à la Défense dans l'administration Bush (2006-2009)

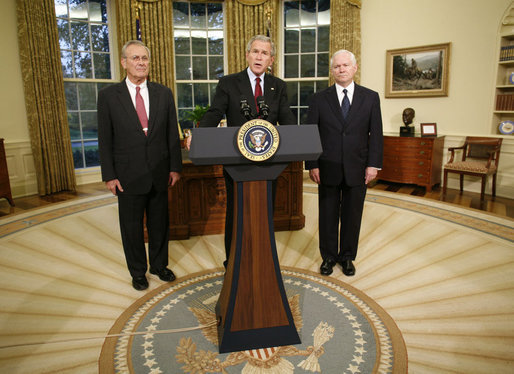
George W. Bush entouré de Donald Rumsfeld et de Robert Gates, le 8 novembre 2006.

Le 8 novembre 2006, le président George W. Bush le nomme au poste de secrétaire à la Défense des États-Unis au lendemain de la victoire des démocrates aux élections du Congrès. Le 5 décembre, sa nomination au poste de secrétaire à la Défense est approuvée à l'unanimité des 24 membres de la Commission sénatoriale des forces armées. Il est confirmé le lendemain par le Sénat en obtenant les voix de 95 sénateurs (52 républicains, 42 démocrates et 1 indépendant) contre deux voix hostiles (celles des sénateurs républicains Rick Santorum et Jim Bunning) alors que 3 sénateurs s'abstiennent (les démocrates Joe Biden et Evan Bayh et la républicaine Elizabeth Dole). Il entre en fonction le 18 décembre 2006.
En avril 2007, il effectue une tournée au Proche-Orient qui le mène à Amman, au Caire et à Jérusalem. Il rencontre notamment le président égyptien Hosni Moubarak qu'il met en garde contre les conséquences d'un « effondrement » de l'Irak pour les pays de la région tout en soulignant « le traditionnel leadership de l'Égypte dans le monde arabe », sollicitant un « engagement total » de ce pays pour le règlement des problèmes les plus urgents au Proche-Orient.

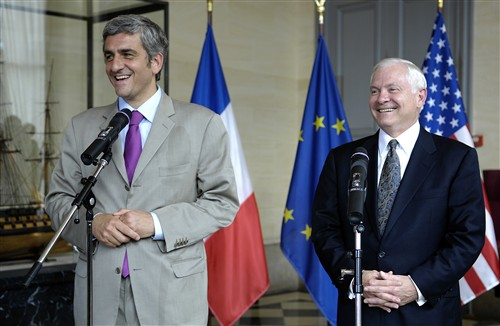
Hervé Morin, ministre français de la Défense et Robert Gates en 2007.

Comme ministre de la Défense de George W. Bush, il est considéré comme l'architecte de la stratégie de renforts en Irak, un des succès de l'administration Bush.

#### Secrétaire à la Défense dans l'administration Obama (2009-2011)
Lié aux républicains, sans être membre du parti, et proche de la famille Bush, Robert Gates est unanimement apprécié aussi bien côté démocrate que républicain. Pour ces raisons, il est maintenu à sa fonction de secrétaire à la Défense par Barack Obama, le successeur démocrate de George W. Bush. Il est le seul membre du cabinet et de la ligne de succession présidentielle à rester en place avec l'arrivée de Barack Obama. Le nouveau président le décrit comme « un républicain, un faucon, un champion des interventions étrangères » et choisit de le maintenir au sein du gouvernement car il « savait comment fonctionnait le Pentagone et où se trouvaient les pièges à éviter ». Il a été désigné pour être le « survivant désigné » lors des cérémonies d'investiture du nouveau président le 20 janvier 2009 et n'y assistait pas, abrité par le Secret Service dans un endroit tenu secret.
Cependant, il s'oppose à un calendrier rigide de retrait des troupes d'Irak et désapprouve les diminutions incessantes depuis 2009 du budget de la défense nationale décidées par Barack Obama. Après avoir annoncé à plusieurs reprises au cours de l'été et de l'automne 2010 son intention de se retirer, il démissionne de ses fonctions le 28 mai 2011,. Il est remplacé par le directeur de la CIA Leon Panetta.
Robert Gates est aussi membre du Strategy Group de l'institut Aspen.

### Vie privée
Marié, Gates est père de deux enfants. Il est l'auteur d'un ouvrage sur la guerre froide et l'espionnage, intitulé From the Shadows: the Ultimate insider's story of five presidents and how they won the cold war (« Des ombres : l'histoire ultime de l'intérieur de cinq présidents et comment ils ont gagné la guerre froide »).